# Israeli Committee Against House Demolitions
Das Komitee gegen Häuserzerstörung (englisch Committee Against House Demolitions, ICAHD) ist eine israelische Bürgerrechtsgruppe in Jerusalem, die sich für die Rechte von Palästinensern in den besetzten Gebieten einsetzt.
Die Hauptanliegen der Proteste und gewaltfreien Aktionen der Gruppe sind das Aufzeigen von Menschenrechtsverletzungen, Verhinderung von Häuserzerstörungen sowie deren Wiederaufbau und ein eigenständiger, gleichberechtigter palästinensischer Staat. Zudem bietet ICAHD sogenannte alternative Touren durch Ostjerusalem an, die die Trennmauer, Straßen und Tunnel zu den israelischen Siedlungen sowie Plätze, an denen palästinensische Häuser zerstört wurden, einschließen. Laut eigenen Angaben sollen die Touren ein besseres Verständnis des Konflikts zwischen Palästinensern und Israelis ermöglichen.
Gegründet wurde die Organisation von Jeff Halper, einem ehemaligen Professor für Anthropologie an der Ben-Gurion-Universität.
Das Komitee wird häufig durch ihn vertreten und unterhält Büros in den USA und Großbritannien. Es finanziert sich aus Spenden und hat unter anderem von der Europäischen Kommission und dem Entwicklungsprogramm der Vereinten Nationen Unterstützung erhalten.
Am 24. Juli 2025 wurde aus Protest gegen den „andauernden Völkermord in Gaza“ und den Vertreibungen in der Westbank das Wort „Israelisch“ aus der Eigenbezeichnung gestrichen, weil man nicht mehr als israelische Organisation identifiziert werden möchte. Die Abkürzung ICAHD wurde aber beibehalten.